# Sidecars (banda)
Sidecars es un grupo musical de rock español originario del barrio madrileño de Alameda de Osuna.

## Historia

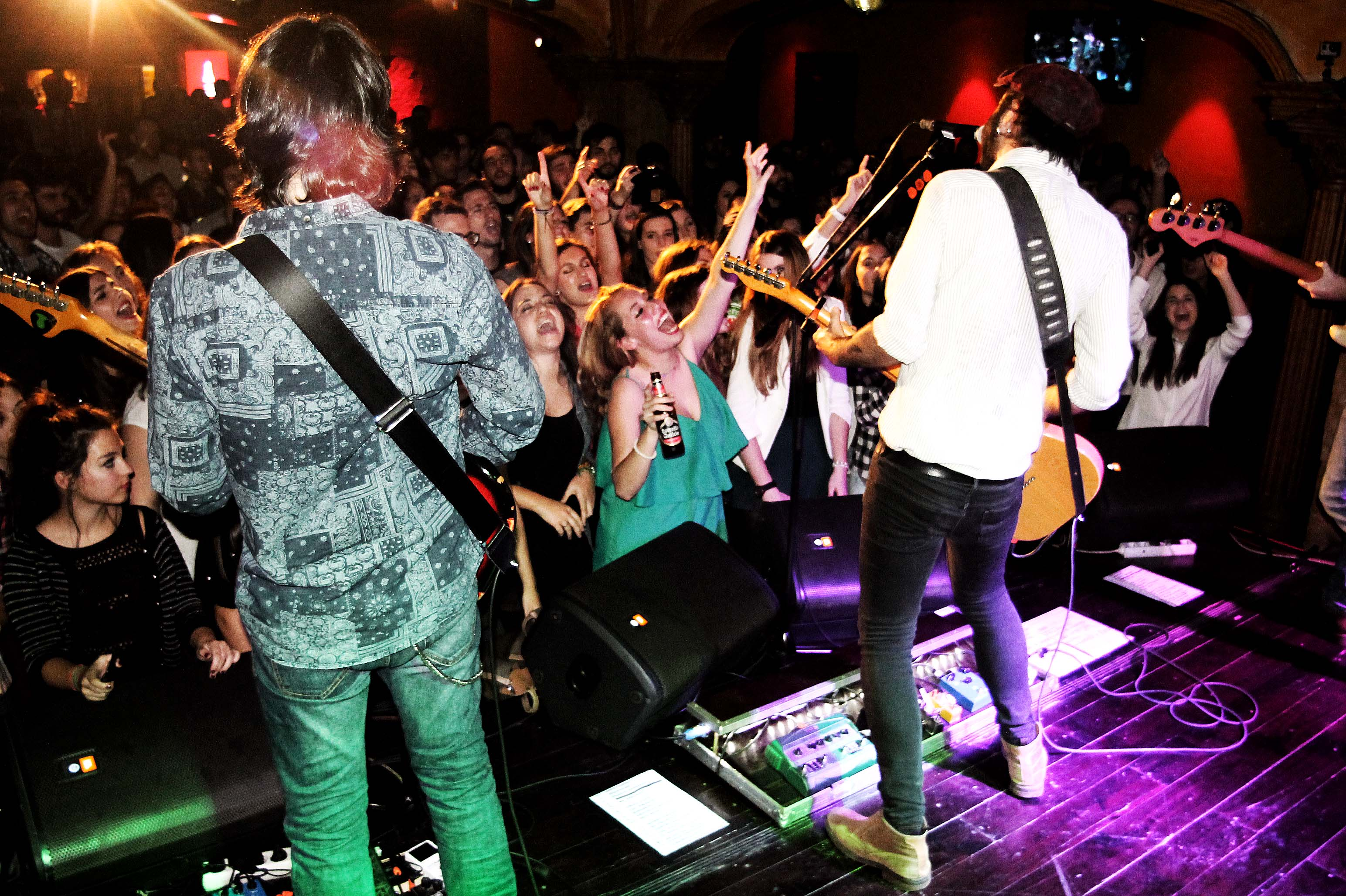
Sidecars en concierto en Valladolid en 2014.

Surgida en 2006, ganó el Premio de la Música al Mejor Álbum de Rock Alternativo 2009 y el Premio La Noche en Vivo -Los Guilles- al Mejor Grupo Revelación 2008. Sus miembros son Juancho (guitarra solista y voz), Dr. Gerbass (bajo) y Ruly (batería). Entre sus influencias ellos mismos destacan a Tequila, Burning, The Rolling Stones, Los Ronaldos, Los Rodríguez, Fito Cabrales o Pereza. Al igual que Le Punk, Alamedadosoulna, Buenas Noches Rose o Pereza (de los que han sido teloneros), provienen del barrio madrileño de Alameda de Osuna.
Su primer disco, Sidecars, publicado en septiembre de 2008, fue grabado y mezclado por Carlos Hernández en Madrid y producido por Leiva, miembro de Pereza y hermano de Juancho, y contó la colaboración de este y del otro miembro Pereza, Rubén Pozo. Las letras de dicho disco estaban escritas por Juancho y la música compuesta por toda la banda.
En agosto de 2010 aparece su segundo disco, Cremalleras, de nuevo con la producción de Leiva. Asimismo también ha contado con la colaboración de este a las guitarras y de César Pop al piano y Hammond; fue grabado en los estudios Red Led y Casa Dios de Madrid. En este disco manifestaron tener influencias de The Byrds o Tom Petty. Todos los temas de este disco fueron compuestos por Juancho y Manu. Su primer sencillo fue Fan de ti, popularizada por haber formado parte de un anuncio publicitario de los grandes almacenes El Corte Inglés.
El tercer disco, titulado Fuego Cruzado y producido por Nigel Walker, fue publicado a principios de abril de 2014 en formato CD y edición vinilo. Todos los temas de este disco fueron compuestos por Juancho. De Película es el primer sencillo de este LP. 
El 25 de septiembre de 2014 Sidecars anuncia a través de sus redes sociales que Manu dejaría la banda, publicando una carta hecha por él, contando anécdotas de la banda y prácticamente despidiéndose de los fanes. 
El 27 de octubre de 2015 se realiza la grabación de su cuarto disco en directo, en un ambiente íntimo con la presencia de algunos fanes invitados como público. El concierto tiene lugar en la Sala But de Madrid y cuentan con invitados de lujo para versionar y dar una nueva nueva forma a sus propias canciones publicadas en los álbumes anteriores, además de 3 temas nuevos. Los invitados fueron Dani Martín, Iván Ferreiro, Carlos Tarque y Ricardo Ruipérez de M Clan, César Pop y Leiva.
El 11 de marzo de 2016 se publica el que es su cuarto álbum, Contra las cuerdas, en formato CD y DVD. El CD contiene las 15 canciones grabadas el 27 de octubre en la Sala But de Madrid y el DVD la grabación en vídeo de aquel directo dirigido por Lasdelcine. Al igual que su anterior trabajo, Fuego Cruzado, Contra las cuerdas también está producido por Nigel Walker. El primer sencillo extraído de este álbum es La Tormenta.
Junto al lanzamiento de Contra las cuerdas la banda anuncia en una gira por teatros para presentar el álbum tal cual se grabó. Las ciudades elegidas son Valencia en el Teatro Flumen, Barcelona en Luz de gas, Valladolid en el Teatro Zorrilla y Madrid.
En septiembre de 2017 anuncian el lanzamiento de su nuevo disco "Cuestión de gravedad" con una gira por toda España.
En octubre de 2018 anuncian su nueva gira "Teatro Tour" para presentar "Cuestión de gravedad" por diferentes teatros de España. En enero de 2019 anunciaron nuevas fechas de la gira en La Coruña, Madrid, Barcelona y Málaga.
El 13 de julio de 2020, dieron a conocer a través de las redes sociales el título de su sexto disco titulado 'Ruido de fondo', que se publicó el 4 de septiembre. 
En septiembre de 2022 lanzan "Trece", su séptimo disco. El 4 de noviembre, la banda sacó el sencillo "Si me ves aparecer", canción que acompaña a la película Reyes contra Santa, siendo también su primer sencillo en no formar parte de ninguno de sus álbumes.

## Discografía

### Álbumes de estudio
| Año  | Título               | Mejor posición | Detalles                                                                            |
| Año  | Título               | ESP            | Detalles                                                                            |
| ---- | -------------------- | -------------- | ----------------------------------------------------------------------------------- |
| 2008 | Sidecars             | —              | - Lanzamiento: 6 de mayo de 2008 - Discográfica: Allison Music                      |
| 2010 | Cremalleras          | 9              | - Lanzamiento: 24 de agosto de 2010 - Discográfica: Sony Music Entertainment España |
| 2014 | Fuego cruzado        | 19             | - Lanzamiento: 26 de marzo de 2014 - Discográfica: Warner Music Spain               |
| 2018 | Cuestión de gravedad | 3              | - Lanzamiento: 30 de noviembre de 2018 - Discográfica: Warner Music Spain           |
| 2020 | Ruido de fondo       | 1              | - Lanzamiento: 4 de septiembre de 2020 - Discográfica: Warner Music Spain           |
| 2022 | Trece                | 6              | - Lanzamiento: 16 de septiembre de 2022 - Discográfica: Warner Music Spain          |

### Álbumes en directo
| Año  | Título             | Mejor posición | Detalles                                                              |
| Año  | Título             | ESP            | Detalles                                                              |
| ---- | ------------------ | -------------- | --------------------------------------------------------------------- |
| 2016 | Contra las cuerdas | 5              | - Lanzamiento: 11 de marzo de 2016 - Discográfica: Warner Music Spain |

### Sencillos
| Año  | Canción                                      | Mejor posición | Certificaciones | Álbum                |
| Año  | Canción                                      | ESP            | Certificaciones | Álbum                |
| ---- | -------------------------------------------- | -------------- | --------------- | -------------------- |
| 2010 | «Fan de Ti»                                  | —              |                 | Cremalleras          |
| 2010 | «Cremalleras»                                | —              |                 | Cremalleras          |
| 2014 | «De película»                                | —              |                 | Fuego cruzado        |
| 2016 | «La tormenta (Acústico)»                     | —              |                 | Contra las cuerdas   |
| 2016 | «Los amantes (Acústico)» (ft. Iván Ferreiro) | —              |                 | Contra las cuerdas   |
| 2016 | «Cremalleras (Acústico)»                     | —              |                 | Contra las cuerdas   |
| 2016 | «Fan de Ti (Acústico)»                       | —              |                 | Contra las cuerdas   |
| 2017 | «Tu mejor pesadilla»                         | 11             |                 | Cuestión de gravedad |
| 2017 | «Locos de atar»                              | —              |                 | Cuestión de gravedad |
| 2017 | «Cuando caigas en shock»                     | —              |                 | Cuestión de gravedad |
| 2020 | «Mundo imperfecto»                           | 1              |                 | Ruido de fondo       |
| 2020 | «La noche en calma»                          | —              |                 | Ruido de fondo       |
| 2022 | «180 Grados»                                 | —              |                 | Trece                |
| 2022 | «Caballos salvajes»                          | —              |                 | Trece                |
| 2022 | «Modo avión»                                 | —              |                 | Trece                |
| 2022 | «El pasaje del terror»                       | —              |                 | Trece                |
| 2022 | «Si me ves aparecer»                         | —              |                 | Sencillo sin álbum   |